# Grand Guignol

Plakát na představení Grand Guignol (1928)

Grand Guignol (celým názvem Le théâtre du Grand-Guignol) bylo divadlo, které sídlilo v pasáži cité Chaptal v pařížské čtvrti Pigalle. Založil ho roku 1897 spisovatel Oscar Méténier, který nechal odsvěcenou gotickou kapli přebudovat na malý divadelní sál s kapacitou 293 míst. Název Grand Guignol znamená „velká loutka“ (Guignol je francouzským protějškem Kašpárka).
Divadlo se proslavilo hororovými představeními, která s naturalistickými detaily předváděla různé zločiny. Místo se stalo vyhledávanou pikantní atrakcí: drastické obrazy vražd a mučení na jevišti byly umocňovány sugestivní atmosférou tmavého stísněného sálu, mnohým divákům se během produkce udělalo nevolno, takže divadlo zaměstnávalo stálou lékařskou službu. Dvorním dramatikem Grand Guignolu se stal André de Lorde, kterému inspiraci k příběhům o vraždících šílencích dodával psycholog Alfred Binet. Hlavní hvězdou ansámblu byla Paula Maxa, označovaná za rekordmanku mezi herečkami, protože za svou kariéru zemřela na scéně nejméně desettisíckrát.
Po druhé světové válce návštěvnost upadala, což bylo vysvětlováno tím, že reálné hrůzy války a koncentračních táborů daleko překonaly výjevy z Grand Guignolu. Divadlo ukončilo činnost v lednu 1963, sál pak využíval soubor Théâtre 347, od roku 2004 v něm sídlí International Visual Theatre, hrající ve znakové řeči.
Po vzoru Grand Guignolu vznikla podobná divadla v Londýně, Petrohradu a dalších městech. V Los Angeles existuje od roku 2007 soubor The Grand Guignolers, inscenující originální hry z dob největší slávy tohoto divadla. Na styl Grand Guignolu navazuje filmový žánr splatter nebo britský televizní seriál Penny Dreadful. V šedesátých letech používala filmová kritika pro filmy jako Co se stalo s Baby Jane? označení Grande Dame Guignol. Avantgardní hudebník John Zorn nazval své album z roku 1992 Grand Guignol. Podle divadla se také pojmenovala německo-lucemburská hudební skupina Grand Guignol, provozující symfonický black metal, nebo japonská manga Grand Guignol Orchestra.